# NBA All-Star Game 2013
Das NBA All-Star Game 2013 fand am 17. Februar 2013 im Toyota Center in Houston, Texas statt, der Heimstätte der Houston Rockets. Das All-Star Game der NBA gastierte damit nach 1989 und 2006 zum dritten Mal in Houston. Die West-Auswahl gewann das Spiel mit 143:138. Chris Paul wurde mit 20 Punkten und 15 Assists als MVP der Partie ausgezeichnet.

## All-Star Game

### Trainer
Head Coaches (dt.: Cheftrainer) der beiden All-Star-Teams sind traditionell die beiden Trainer, deren Mannschaft zwei Wochen vor dem Spiel die jeweilige Conference anführt. Für das Team der Western Conference war Gregg Popovich, Trainer der San Antonio Spurs, und für das Team der Eastern Conference Erik Spoelstra, Trainer der Miami Heat, zuständig. Es war Popovichs dritte und Spoelstras erste Teilnahme als Head Coach eines All-Star-Teams.

### Kader
Die Spieler (zwei Guards und drei Frontcourt-Spieler pro Conference), die per Fan-Abstimmung die meisten Stimmen erhielten, waren für die Startaufstellung gesetzt. Nach der Wahl suchten die 30 Head Coaches der NBA-Clubs weitere sieben Spieler für das Team ihrer Conference aus (zwei Guards, drei Frontcourt-Spieler und zwei weitere positionsunabhängige Spieler), sodass insgesamt 24 Spieler an diesem Spiel teilnahmen.
| Pos.          | Spieler           | Mannschaft             | Nominierung | Stimmen   |
| Starter       | Starter           | Starter                | Starter     | Starter   |
| ------------- | ----------------- | ---------------------- | ----------- | --------- |
| PG            | Chris Paul        | Los Angeles Clippers   | 5.          | 929 155   |
| SG            | Kobe Bryant       | Los Angeles Lakers     | 15.         | 1 591 437 |
| SF            | Kevin Durant      | Oklahoma City Thunder  | 4.          | 1 504 047 |
| PF            | Blake Griffin     | Los Angeles Clippers   | 3.          | 863 832   |
| C             | Dwight Howard     | Los Angeles Lakers     | 7.          | 922 070   |
| Ersatzspieler |                   |                        |             |           |
| PG            | Tony Parker       | San Antonio Spurs      | 5.          | 176 168   |
| PG            | Russell Westbrook | Oklahoma City Thunder  | 3.          | 376 411   |
| SG            | James Harden      | Houston Rockets        | 1.          | 485 986   |
| PF            | LaMarcus Aldridge | Portland Trail Blazers | 2.          | 160 197   |
| PF            | Zach Randolph     | Memphis Grizzlies      | 2.          | 146 980   |
| PF            | David Lee         | Golden State Warriors  | 2.          | 165 875   |
| PF            | Tim Duncan        | San Antonio Spurs      | 14.         | 492 373   |

| Pos.          | Spieler         | Mannschaft          | Nominierung | Stimmen   |
| Starter       | Starter         | Starter             | Starter     | Starter   |
| ------------- | --------------- | ------------------- | ----------- | --------- |
| SF            | LeBron James    | Miami Heat          | 9.          | 1 583 646 |
| SG            | Dwyane Wade     | Miami Heat          | 9.          | 1 052 310 |
| PF            | Carmelo Anthony | New York Knicks     | 6.          | 1 460 950 |
| PF            | Chris Bosh*     | Miami Heat          | 8.          | 528 014   |
| PF            | Kevin Garnett   | Boston Celtics      | 15.         | 553 222   |
| Ersatzspieler |                 |                     |             |           |
| PG            | Kyrie Irving    | Cleveland Cavaliers | 1.          | 445 730   |
| PG            | Jrue Holiday    | Philadelphia 76ers  | 1.          | 103 146   |
| SF            | Paul George     | Indiana Pacers      | 1.          | 80 060    |
| SF            | Luol Deng       | Chicago Bulls       | 2.          | 130 744   |
| C             | Joakim Noah     | Chicago Bulls       | 1.          | 230 796   |
| C             | Tyson Chandler  | New York Knicks     | 1.          | 467 968   |
| C             | Brook Lopez**   | Brooklyn Nets       | 1.          | 108 978   |
| Verletzt      |                 |                     |             |           |
| PG            | Rajon Rondo     | Boston Celtics      | 4.          | 924 180   |

* Chris Bosh wurde für den verletzen Starter Rajon Rondo vom Trainer der Eastern Conference Erik Spoelstra in die Startaufstellung genommen.
** Brook Lopez wurde für den verletzen Starter Rajon Rondo von |Commissioner David Stern für den Kader nachnominiert.

### Spielstatistiken
|             | MIN   | FGM-A  | 3PM-A | FTM-A | EFF | OFF | DEF | TOT | AST | PF | ST | TO | BS | BA | PTS |
| ----------- | ----- | ------ | ----- | ----- | --- | --- | --- | --- | --- | -- | -- | -- | -- | -- | --- |
| L. James    | 30:02 | 7-18   | 3-7   | 2-4   | -13 | 0   | 3   | 3   | 5   | 0  | 1  | 4  | 0  | 2  | 19  |
| C. Bosh     | 23:22 | 3-9    | 0-    | 0-0   | -14 | 0   | 2   | 2   | 1   | 3  | 1  | 3  | 0  | 0  | 6   |
| K. Garnett  | 06:26 | 0-2    | 0-0   | 0-0   | -5  | 1   | 2   | 3   | 1   | 0  | 0  | 1  | 0  | 0  | 0   |
| C. Anthony  | 30:30 | 8-14   | 3-7   | 7-9   | -9  | 5   | 7   | 12  | 3   | 0  | 0  | 1  | 0  | 0  | 26  |
| D. Wade     | 28:49 | 10-13  | 1-2   | 0-0   | -9  | 1   | 2   | 3   | 7   | 2  | 2  | 4  | 2  | 0  | 21  |
| T. Chandler | 16:51 | 2-5    | 0-0   | 3-3   | 0   | 3   | 5   | 8   | 0   | 1  | 0  | 0  | 0  | 0  | 7   |
| K. Irving   | 24:46 | 6-11   | 3-6   | 0-0   | +4  | 2   | 1   | 3   | 4   | 1  | 0  | 2  | 0  | 1  | 15  |
| L. Deng     | 17:05 | 4-10   | 1-5   | 1-1   | +4  | 0   | 2   | 2   | 1   | 0  | 0  | 2  | 0  | 0  | 10  |
| P. George   | 20:03 | 7-13   | 3-6   | 0-0   | +9  | 1   | 2   | 3   | 4   | 0  | 2  | 0  | 0  | 0  | 17  |
| J. Noah     | 16:12 | 4-7    | 0-0   | 0-0   | +2  | 3   | 7   | 10  | 3   | 1  | 0  | 1  | 1  | 2  | 8   |
| J. Holiday  | 15:19 | 3-6    | 0-2   | 0-0   | 0   | 0   | 2   | 2   | 1   | 1  | 2  | 1  | 0  | 0  | 6   |
| B. Lopez    | 10:35 | 0-1    | 0-1   | 3-4   | +6  | 2   | 3   | 5   | 3   | 1  | 0  | 1  | 0  | 0  | 3   |
| Gesamt      | 240   | 54-109 | 14-39 | 16-21 |     | 18  | 38  | 56  | 33  | 10 | 8  | 20 | 3  | 5  | 138 |

|              | MIN   | FGM-A  | 3PM-A | FTM-A | EFF | OFF | DEF | TOT | AST | PF | ST | TO | BS | BA | PTS |
| ------------ | ----- | ------ | ----- | ----- | --- | --- | --- | --- | --- | -- | -- | -- | -- | -- | --- |
| K. Durant    | 31:22 | 13-24  | 3-8   | 1-1   | -1  | 0   | 6   | 6   | 1   | 3  | 2  | 0  | 0  | 0  | 30  |
| B. Griffin   | 27:24 | 9-11   | 0-0   | 1-2   | +4  | 2   | 1   | 3   | 3   | 3  | 2  | 0  | 1  | 1  | 19  |
| D. Howard    | 14:11 | 4-6    | 1-1   | 0-0   | +5  | 0   | 7   | 7   | 0   | 1  | 0  | 1  | 0  | 0  | 9   |
| K. Bryant    | 27:36 | 4-9    | 0-3   | 1-2   | +8  | 2   | 2   | 4   | 8   | 2  | 2  | 1  | 2  | 0  | 9   |
| C. Paul      | 27:17 | 7-10   | 4-5   | 2-3   | +10 | 0   | 0   | 0   | 15  | 0  | 4  | 3  | 0  | 0  | 20  |
| T. Duncan    | 08:03 | 1-4    | 0-1   | 0-0   | -4  | 1   | 2   | 3   | 0   | 1  | 0  | 1  | 0  | 0  | 2   |
| T. Parker    | 21:58 | 5-10   | 1-3   | 2-2   | +7  | 0   | 1   | 1   | 5   | 0  | 2  | 3  | 0  | 0  | 13  |
| J. Harden    | 25:50 | 6-13   | 3-8   | 0-0   | 0   | 1   | 5   | 6   | 3   | 2  | 0  | 2  | 0  | 0  | 15  |
| Z. Randolph  | 13:21 | 3-6    | 0-0   | 0-0   | 0   | 1   | 4   | 5   | 0   | 0  | 0  | 0  | 0  | 1  | 6   |
| R. Westbrook | 18:06 | 7-13   | 0-3   | 0-0   | -2  | 2   | 2   | 4   | 3   | 1  | 1  | 2  | 0  | 1  | 14  |
| L. Aldridge  | 11:27 | 0-2    | 0-0   | 0-0   | -1  | 0   | 4   | 4   | 1   | 0  | 0  | 1  | 2  | 0  | 0   |
| D. Lee       | 13:25 | 3-4    | 0-0   | 0-0   | -1  | 0   | 2   | 2   | 0   | 1  | 2  | 1  | 0  | 0  | 6   |
| Gesamt       | 240   | 62-112 | 12-32 | 7-10  |     | 9   | 36  | 45  | 39  | 14 | 15 | 15 | 5  | 3  | 143 |

## Weitere Veranstaltungen des Wochenendes

### BBVA Rising Stars Challenge
Bei der BBVA Rising Stars Challenge nahmen die TNT-Analysten Charles Barkley und Shaquille O’Neal die Rolle der General Manager ein und stellten aus einer von Assistenztrainern der NBA-Clubs ausgewählten Menge von Rookies und Sophomores jeweils eine Mannschaft aus zehn Spielern zusammen, die dann gegeneinander antraten. Team Chuck gewann das Spiel mit 163:135. Als MVP des Spiels wurde Kenneth Faried ausgezeichnet.
| Pos. | Spieler          | Mannschaft             | Saison |
| ---- | ---------------- | ---------------------- | ------ |
| PF   | Anthony Davis    | New Orleans Hornets    | R      |
| PF   | Kenneth Faried   | Denver Nuggets         | S      |
| SF   | Kawhi Leonard    | San Antonio Spurs      | S      |
| SG   | Bradley Beal     | Washington Wizards     | R      |
| PG   | Ricky Rubio      | Minnesota Timberwolves | S      |
| SF   | Tristan Thompson | Cleveland Cavaliers    | S      |
| C    | Nikola Vucevic   | Orlando Magic          | S      |
| PG   | Brandon Knight   | Detroit Pistons        | R      |
| PG   | Isaiah Thomas    | Sacramento Kings       | S      |
| SG   | Alexey Shved     | Minnesota Timberwolves | R      |

| Pos. | Spieler                | Mannschaft             | Saison |
| ---- | ---------------------- | ---------------------- | ------ |
| PG   | Damian Lillard         | Portland Trail Blazers | R      |
| PG   | Kyrie Irving           | Cleveland Cavaliers    | S      |
| SF   | Andrew Nicholson*      | Orlando Magic          | R      |
| SG   | Klay Thompson          | Golden State Warriors  | S      |
| SF   | Harrison Barnes        | Golden State Warriors  | R      |
| SF   | Chandler Parsons       | Houston Rockets        | R      |
| SG   | Dion Waiters           | Cleveland Cavaliers    | R      |
| SF   | Michael Kidd-Gilchrist | Charlotte Bobcats      | R      |
| C    | Tyler Zeller           | Cleveland Cavaliers    | R      |
| PG   | Kemba Walker           | Charlotte Bobcats      | S      |

* Andrew Nicholson ersetzte den verletzten Andre Drummond von den Detroit Pistons.

### Foot Locker Three-Point Shootout
Ebenso wie bei den anderen Wettbewerben wurde auch beim Three-Point Shooutout das Format gegenüber den Vorjahren abgeändert. Drei Spieler aus der Western Conference traten gegen drei Spieler aus der Eastern Conference an, anschließend lieferten sich die beiden Gewinner der jeweiligen Conference ein Duell um den Gesamtsieg.
| Conference | Name          | Mannschaft            | Vorrunde | Finale |
| ---------- | ------------- | --------------------- | -------- | ------ |
| Eastern    | Paul George   | Indiana Pacers        | 10       | -      |
| Eastern    | Kyrie Irving  | Cleveland Cavaliers   | 18       | 23     |
| Eastern    | Steve Novak   | New York Knicks       | 17       | -      |
| Western    | Ryan Anderson | New Orleans Hornets   | 18       | -      |
| Western    | Matt Bonner   | San Antonio Spurs     | 19       | 20     |
| Western    | Stephen Curry | Golden State Warriors | 17       | -      |

### Sprite Slam Dunk Contest
Der Sprite Slam Dunk Contest wurde in einem gegenüber den Vorjahren veränderten Format durchgeführt. Drei Spieler aus jeder Conference traten in zwei Runden gegeneinander an, anschließend kam es im Finale zum Duell zwischen den beiden Gewinnern der jeweiligen Conference. Die Fans durften per Twitter, SMS oder nba.com über den Sieger abstimmen.
| Conference | Name           | Mannschaft           | Größe  | Vorrunde | Vorrunde | Vorrunde | Finale  |
| Conference | Name           | Mannschaft           | Größe  | 1. Dunk  | 2. Dunk  | Gesamt   | Stimmen |
| ---------- | -------------- | -------------------- | ------ | -------- | -------- | -------- | ------- |
| Eastern    | Gerald Green   | Indiana Pacers       | 2,03 m | 50       | 32       | 82       | -       |
| Eastern    | Terrence Ross  | Toronto Raptors      | 1,98 m | 50       | 49       | 99       | 58 %    |
| Eastern    | James White    | New York Knicks      | 2,01 m | 45       | 32       | 82       | -       |
| Western    | Jeremy Evans   | Utah Jazz            | 2,06 m | 47       | 43       | 90       | 42 %    |
| Western    | Eric Bledsoe   | Los Angeles Clippers | 1,85 m | 39       | 50       | 89       | -       |
| Western    | Kenneth Faried | Denver Nuggets       | 2,03 m | 39       | 50       | 89       | -       |

## Belege
1. ↑  Spoelstra to head Eastern Conference All-Star team. NBA.com, abgerufen am 2. Februar 2013.
2. ↑  Spurs' Duncan, Heat's Bosh headline 2013 All-Star reserves. In: NBA.com. 24. Januar 2013, archiviert vom Original (nicht mehr online verfügbar) am 26. Januar 2013; abgerufen am 25. Januar 2013.  Info: Der Archivlink wurde automatisch eingesetzt und noch nicht geprüft. Bitte prüfe Original- und Archivlink gemäß Anleitung und entferne dann diesen Hinweis.
3. ↑  Stimmen. In: NBA.com. 25. Januar 2013, archiviert vom Original (nicht mehr online verfügbar) am 21. Januar 2013; abgerufen am 25. Januar 2013.  Info: Der Archivlink wurde automatisch eingesetzt und noch nicht geprüft. Bitte prüfe Original- und Archivlink gemäß Anleitung und entferne dann diesen Hinweis.
4. ↑  Spurs' Duncan, Heat's Bosh headline 2013 All-Star reserves. In: NBA.com. 24. Januar 2013, archiviert vom Original (nicht mehr online verfügbar) am 26. Januar 2013; abgerufen am 25. Januar 2013.  Info: Der Archivlink wurde automatisch eingesetzt und noch nicht geprüft. Bitte prüfe Original- und Archivlink gemäß Anleitung und entferne dann diesen Hinweis.
5. ↑  Stimmen. In: NBA.com. 25. Januar 2013, archiviert vom Original (nicht mehr online verfügbar) am 21. Januar 2013; abgerufen am 25. Januar 2013.  Info: Der Archivlink wurde automatisch eingesetzt und noch nicht geprüft. Bitte prüfe Original- und Archivlink gemäß Anleitung und entferne dann diesen Hinweis.
6. ↑  Bosh to start for East to replace injured starter Rondo. In: NBA.com. 15. Februar 2013, abgerufen am 15. Februar 2013.
7. ↑  Nets' Lopez named All-Star to replace Rondo. In: NBA.com. 31. Januar 2013, abgerufen am 31. Januar 2013.
8. 1 2  NBA All-Star Game Info. NBA.com, abgerufen am 18. Februar 2012.
9. ↑  Barkley, Shaq select teams for BBVA Rising Stars Challenge. In: NBA.com. 9. Februar 2013, archiviert vom Original (nicht mehr online verfügbar) am 23. Januar 2013; abgerufen am 9. Februar 2013.  Info: Der Archivlink wurde automatisch eingesetzt und noch nicht geprüft. Bitte prüfe Original- und Archivlink gemäß Anleitung und entferne dann diesen Hinweis.
10. ↑  Nicholson replaces Drummond in Rising Stars Challenge. In: NBA.com. 11. Februar 2013, abgerufen am 11. Februar 2013.
11. ↑  Sharpshooters take aim in Foot Locker Three-Point Contest. In: NBA.com. Archiviert vom Original (nicht mehr online verfügbar) am 23. Januar 2013; abgerufen am 15. Februar 2013.  Info: Der Archivlink wurde automatisch eingesetzt und noch nicht geprüft. Bitte prüfe Original- und Archivlink gemäß Anleitung und entferne dann diesen Hinweis.
12. ↑  Bledsoe, Evans, Faried, Green, White and Ross to compete in 2013 Sprite Slam Dunk. In: NBA.com. 7. Februar 2013, abgerufen am 7. Februar 2013.